# محوطه تازه‌آباد ۳
محوطه تازه آباد ۳ مربوط به دوره ساسانیان است و در شهرستان گیلانغرب، بخش مرکزی، دهستان چله، ۳۵۰ متری شمال روستای تازه آباد واقع شده و این اثر در تاریخ ۲۶ اسفند ۱۳۸۷ با شمارهٔ ثبت ۲۵۴۹۳ به‌عنوان یکی از آثار ملی ایران به ثبت رسیده است.